# Prime Cup Aberto de São Paulo 2011
L'Aberto de São Paulo 2011 è stato un torneo professionistico di tennis maschile giocato sul cemento, che faceva parte dell'ATP Challenger Tour 2011. Si è giocato a San Paolo in Brasile dal 3 al 9 gennaio 2011.

## Partecipanti

### Teste di serie
| Giocatore              | Nazionalità | Ranking* | Testa di serie |
| ---------------------- | ----------- | -------- | -------------- |
| Ricardo Mello          | Brasile     | 76       | 1              |
| Horacio Zeballos       | Argentina   | 110      | 2              |
| João Souza             | Brasile     | 111      | 3              |
| Máximo González        | Argentina   | 141      | 4              |
| Thiago Alves           | Brasile     | 150      | 5              |
| Rogério Dutra da Silva | Brasile     | 158      | 6              |
| Federico Delbonis      | Argentina   | 160      | 7              |
| Paul Capdeville        | Cile        | 165      | 8              |

- Ranking al 27 dicembre 2010.

### Altri partecipanti
Giocatori che hanno ricevuto una wild card:
- Christian Lindell
- Tiago Lopes
- Fernando Romboli
- Daniel Silva

Giocatori passati dalle qualificazioni:
- Rafael Camilo
- Henrique Cunha
- Gastão Elias
- André Ghem

## Campioni

### Singolare
Ricardo Mello ha battuto in finale  Rafael Camilo con il punteggio di 6–2, 6–1

### Doppio
Franco Ferreiro /  André Sá hanno battuto in finale  Santiago González /  Horacio Zeballos con il punteggio di 7–5, 7–6(12)